# Vijay (attore)
Jocap Vijay Cantiracekar, noto semplicemente come Vijay (in tamil ஜோசப் விஜய் சந்திரசேகர், Jōcap Vijay Cantiracēkar, pron. AFI: [d͡ʑoːt͡ɕap ʋid͡ʒaɪ t͡ɕan̪d̪iɾat͡ɕeːɡaɾ]; Madras, 22 giugno 1974), è un attore indiano. Noto con l'appellativo di Taḷapati (pron. AFI: [t̪aɭaːpad̪i]; in tamil தளபதி, "comandante"), è una delle principali star del cinema indiano in lingua tamil, o Kollywood.
È stato incluso per sette volte, dal 2012 al 2019, nella lista annuale di Forbes delle celebrità indiane più influenti. Nel 2023 è diventato l'attore più pagato di tutta India, con un salario di 2 miliardi di rupie.

## Filmografia
- Nāḷaiya tīrppu, regia di S. A. Cantiracekar (1992)
- Centūrapāṇṭi, regia di S. A. Cantiracekar (1993)
- Racikaṉ, regia di S. A. Cantiracekar (1994)
- Tēvā, regia di S. A. Cantiracekar (1995)
- Rājāviṉ pārvaiyilē, regia di Janaki Sundar (1995)
- Viṣṇu, regia di S. A. Cantiracekar (1995)
- Cantiralēkā, regia di Nambirajan (1995)
- Kōyamuttūr māpḷē, regia di C. Ranganathan (1996)
- Pūvē uṉakkāka, regia di Vikraman (1996)
- Vacanta vācal, regia di M. R. (1996)
- Māṇpumiku māṇavaṉ, regia di S. A. Cantiracekar (1996)
- Celvā, regia di A. Venkatesh (1996)
- Kālamellām kāttiruppēṉ, regia di R. Sundarrajan (1997)
- Love Today, regia di Balasekaran (1997)
- Once More, regia di S. A. Cantiracekar (1997)
- Nērukku nēr, regia di Vasanth (1997)
- Kātalukku mariyātai, regia di Fazil (1997)
- Niṉaittēṉ vantāy, regia di Selvabharathi Kumarasami (1998)
- Piriyamuṭaṉ, regia di Vincent Selva (1998)
- Nilāvē vā, regia di A. Venkatesh (1998)
- Tuḷḷāta maṉamum tuḷḷum, regia di Ezhilmaaran S. (1999)
- Eṉṟeṉṟum kātal, regia di Manoj Bhatnagar (1999)
- Neñciṉilē, regia di S. A. Cantiracekar (1999)
- Miṉcāra kaṇṇā, regia di K. S. Ravikumar (1999)
- Kaṇṇukkuḷ nilavu, regia di Fazil (2000)
- Kuṣi, regia di S. J. Suryah (2000)
- Piriyamāṉavaḷē, regia di Selvabharathi Kumarasami (2000)
- Friends, regia di Siddique (2001)
- Patri, regia di P. A. Arun Prasad (2001)
- Ṣājakāṉ, regia di R. B. Choudary (2001)
- Tamiḻaṉ, regia di Majith (2002)
- Youth, regia di Vincent Selva (2002)
- Pakavati, regia di A. Venkatesh (2002)
- Vacīkarā, regia di Selvabharathi Kumarasami (2003)
- Putiya Kītai, regia di K. P. Jagan (2003)
- Tirumalai, regia di Ramana (2003)
- Utayā, regia di Azhagam Perumal (2004)
- Killi, regia di Dharani (2004)
- Matura, regia di Ramana Madhesh (2004)
- Tiruppācci, regia di Perarasu (2005)
- Cacciṉ, regia di John Mahendran (2005)
- Cukraṉ, regia di S. A. Cantiracekar (2005)
- Civakāci, regia di Perarasu (2005)
- Āti, regia di Ramana (2006)
- Pōkkiri, regia di Prabhu Deva (2007)
- Aḻakiya tamiḻ makaṉ, regia di Bharatan (2007)
- Kuruvi, regia di Dharani (2008)
- Villu, regia di Prabhu Deva (2009)
- Vēṭṭaikkāraṉ, regia di B. Babusivan (2009)
- Cuṟā, regia di S. P. Rajkumar (2010)
- Kāvalaṉ, regia di Siddique (2011)
- Vēlāyutam, regia di Mohan Raja (2011)
- Naṇpaṉ, regia di Shankar (2012)
- Rowdy Rathore, regia di Prabhu Deva (2012) - cameo
- Tuppākki, regia di A. R. Murugadoss (2012)
- Talaivā, regia di A. L. Vijay (2013)
- Jillā, regia di R. T. Neason (2014)
- Katti, regia di A. R. Murugadoss (2014)
- Puli, regia di Chimbu Deven (2015)
- Teṟi, regia di Atlee (2016)
- Pairavā, regia di Bharathan (2017)
- Mercal, regia di Atlee (2017)
- Carkār, regia di A. R. Murugadoss (2018)
- Pikil, regia di Atlee (2019)
- Master, regia di Lokesh Kanagaraj (2021)
- Beast, regia di Nelson (2022)
- Vāricu, regia di Vamshi Paidipally (2023)
- Leo, regia di Lokesh Kanagaraj (2023)
- The Greatest of All Time, regia di Venkat Prabhu (2024)
- Jaṉanāyakaṉ, regia di H. Vinoth (2026)